# Jean Oury
Pour les articles homonymes, voir Oury.
Jean Oury est un psychiatre et psychanalyste français né le 5 mars 1924 à Paris et mort le 15 mai 2014 à Cour-Cheverny,. Figure de la psychothérapie institutionnelle, il est le fondateur de la clinique de La Borde qu'il a dirigée jusqu'à sa mort. Il a également été membre de l'École freudienne de Paris, fondée par Jacques Lacan.

## Éléments biographiques
- 1947 : interne en psychiatrie à l'hôpital de Saint-Alban[3] où François Tosquelles avait mis en place la psychothérapie institutionnelle[4],[5].
- 1949 : médecin-chef à la clinique de Saumery (Loir-et-Cher)[4].
- 1953 : création de la clinique de Cour-Cheverny (Loir-et-Cher), dite clinique de La Borde qu'il a dirigée jusqu'à sa mort[4].
- 1956 : participe à la création de la clinique de La Chesnaie (à Chailles, Loir-et-Cher) par le docteur Jeangirard en y déléguant une partie de l'équipe soignante de La Borde pendant quelques mois.
- 1957 : demande à Félix Guattari de prendre la direction administrative de la clinique de La Borde.
- 1969 : établit la carte sanitaire et sociale du département avec l'aide de l'équipe de La Borde.
- 1971 : début du séminaire de La Borde.
- 1973 : création de la clinique de Freschines (à Villefrancœur, Loir-et-Cher) par le docteur René Bidault qui a travaillé quinze ans à La Borde.
- 1981 : début du séminaire mensuel à l'hôpital Sainte-Anne, à Paris (qu'il tiendra jusqu'à sa mort).
- 1984-1988 : cours de psychopathologie à l'université de Paris-VII (Jussieu) sur « les symptômes primaires de la schizophrénie » (1984-1986) et sur « création et schizophrénie » (1986-1988).

## Un des piliers de la psychothérapie institutionnelle
La vie de Jean Oury tend à se confondre avec son œuvre, la clinique de La Borde,.
Jean Oury attire de nombreux psychiatres français pour développer la démarche de la psychothérapie institutionnelle, notamment à travers le Groupe de travail de psychothérapie et de sociothérapie institutionnelles (GTPSI) qu'il forme avec Hélène Chaigneau, François Tosquelles, Horace Torrubia, Roger Gentis et Jean Ayme notamment ; le GTPSI se réunit à quatorze reprises entre 1960 et 1966.
Son frère, Fernand Oury, est le créateur du mouvement pédagogique de la pédagogie institutionnelle.

## Citations
- « Soigner les malades sans soigner l’hôpital, c'est de la folie »[8].
- « J'ai toujours maintenu que la plus grande dignité que l'on peut avoir vis-à-vis de quelqu'un, c'est de faire un diagnostic »[9].

## Publications

### Ouvrages
- Il, donc, Union Générale d'Éditions, Paris, 1978.
- Onze heures du soir à La Borde, éd. Galilée, Paris, 1980.
- Pratique de l'institutionnel et politique, écrit avec Félix Guattari et François Tosquelles, éd. Matrice, Vigneux, 1985.
- Le collectif : le séminaire de Sainte-Anne, Champ social éditions, Nîmes, 1999.
- Création et schizophrénie, éd. Galilée, Paris, 1989.
- L'aliénation, éd. Galilée, Paris, 1992.
- Les séminaires de La Borde (1996-1997), Champ social éditions, Nîmes, 1998.
- Psychiatrie et psychothérapie institutionnelle, Champ social éditions, Nîmes, 2001.
- À quelle heure passe le train… Conversations sur la folie, avec Marie Depussé, Calmann-Lévy, Paris, 2003.
- Préfaces, éd. Le Pli, Orléans, 2004.
- Essai sur la conation esthétique (thèse de médecine, 1950), éd. Le Pli, Orléans, 2005.
- Rencontre avec le Japon : Jean Oury à Okinawa, Kyoto, Tokyo, coordination : Philippe Bernier, Stefan Hassen Chedri, Catherine de Luca-Bernier, coéd. Champ social éditions / Matrice, 2007.
- Essai sur la création esthétique, Éditions Hermann, Paris, 2008.
- Itinéraires de formation, éd. Hermann, Paris, 2008.
- La psychose, la mort, l'institution, Éditions Hermann, Paris, 2008.
- Dialogues à La Borde, Éditions Hermann, Paris, 2008.
- Préalables à toute clinique des psychoses : dialogue avec Patrick Faugeras, Érès, Toulouse, 2012.
- La Psychothérapie institutionnelle de Saint-Alban à La Borde, Paris, Éditions d'une, 2016.
- Les Symptômes primaires de la schizophrénie, cours de psychopathologie (Jussieu, 1984-1986), Paris, Éditions d'une, 2016.

### Filmographie
- Le Sous bois des insensés, une traversée avec Jean Oury, un film de Martine Deyres, sorti le 20 novembre 2016[10],[11].